# Christian Granderath

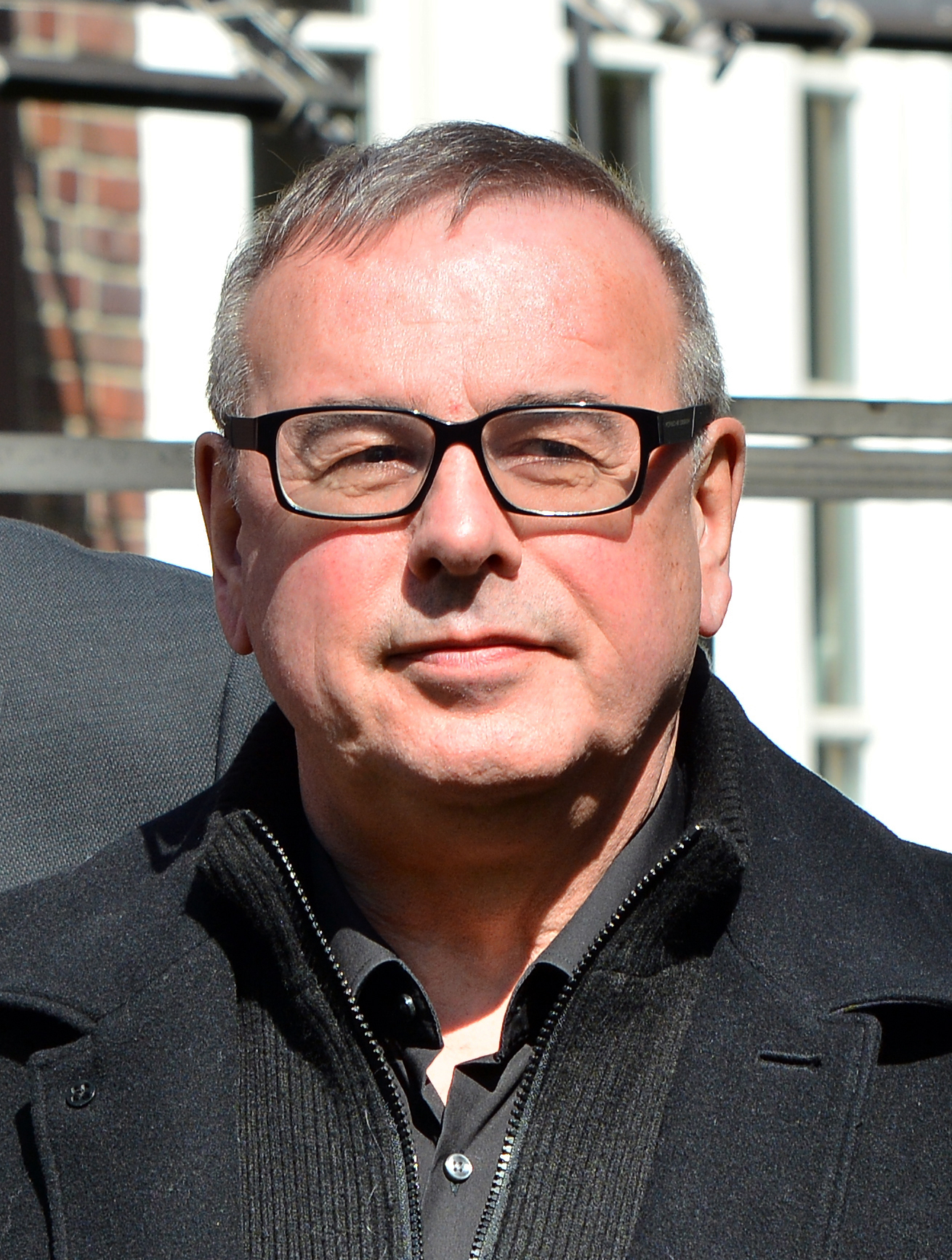
Christian Granderath 2015

Christian Granderath (* 1959 in Lünen) ist ein deutscher Redakteur, Film- und Fernsehproduzent.

## Leben
Granderath studierte von 1983 bis 1987 Geschichte und Germanistik in München, seine Abschlussarbeiter zum Magister verfasste er zum Thema Film und Politik in der Weimarer Republik. Von 1989 bis 1995 war in der Kulturabteilung und der Abteilung Fernsehspiel des Südwestfunk als Redakteur tätig. Er befasste sich dort unter anderem mit den Tatort-Beiträgen des SWF, der Reihe Debüt im Dritten und der ARD-Reihe Wilde Herzen. 1996 wurde er Produzent bei der Dom-Film GmbH und dann 1997 bis 2000 Produzent bei der Westdeutschen Universum-Film GmbH. Im Oktober 2000 wechselte er auf Veranlassung von Georg Feil zur Colonia Media Filmproduktions GmbH und zum 1. Januar 2008 zu teamWorx, wo er das Büro in Köln übernahm.
Am 1. September 2010 übernahm Granderath die Leitung der Abteilung Fernsehfilm, Spielfilm und Theater im NDR von Doris Heinze, der 2009 fristlos gekündigt worden war.

## Filmografie (Auswahl)

### Kino
- 1991: Allein unter Frauen (Produzent)
- 1992: Kleine Haie (Produzent)
- 1995: Nach Fünf im Urwald (Produzent)
- 1995: Der Totmacher (Produzent)
- 2006: Der freie Wille (Produzent)

### Fernsehen
- 1991: Tatort – Tod im Häcksler
- 2000: Die Polizistin (Produzent)
- 2004: Drechslers zweite Chance (Produzent)
- 2005: Die Leibwächterin
- 2006: Wut (Produzent)
- 2006: Tatort – Blutdiamanten
- 2007: An die Grenze (ausführender Produzent)
- 2007: Tatort – Die Blume des Bösen
- 2010: Kongo
- 2010: Homevideo

## Auszeichnungen
- 2004: VFF TV-Movie Award für Kleine Schwester
- 2008: Adolf-Grimme-Preis für An die Grenze